# Fundación Carlos Slim
La Fundación Carlos Slim A.C. es una asociación civil mexicana sin fines de lucro. Fue creada en 1986 bajo el nombre Asociación Carso A.C. por el ingeniero Carlos Slim Helú con la intención de favorecer el desarrollo integral de la sociedad mexicana y de América Latina. En el año 2008 tomó su razón social actual. 
Los programas y acciones de responsabilidad social atienden doce áreas: salud, educación, empleo, desarrollo económico, cultura, deporte, justicia social, desarrollo humano, migración, apoyo en desastres naturales, seguridad vial y conservación del ambiente.
Fundación Carlos Slim se creó con un capital de 581 millones de dólares.

## Programas

### Salud
- Instituto Carlos Slim de la Salud. Fundado en 2007, busca resolver los principales problemas de salud en la población vulnerable.[3]

### Educación
- Desde 2008 se lanza el Programa Educación Inicial, enfocado a la capacitación de padres y educadores de niños en edad inicial. www.educacioninicial.mx

- Khan Academy en español. Traduce los contenidos creados por el educador estadounidense Salman Khan, egresado del Instituto Tecnológico de Massachusetts, y de la Universidad de Harvard, EE. UU.

### Empleo
- Capacítate para el empleo es una plataforma digital que “Ofrece capacitación gratuita en línea en diferentes oficios y actividades técnico operativas de los diferentes sectores productivos. Está dirigida a cualquier persona sin costo, sin límite de edad, sin límite de tiempo y sin requisitos de estudios previos, para conseguir empleo o emprender su propio negocio.” [4] Cuenta con una bolsa de trabajo que “Ofrece empleo en los sectores agropecuario, comercio, construcción, industria, servicio al cliente, social, salud, moda y belleza, transportes, alimentos, administrativo, minería y tecnologías de la información.”[5]

### Desarrollo económico
- Revitalización del Centro Histórico de la Ciudad de México.

### Cultura
- Museo Soumaya. Fundado en 1994 es una institución cultural sin fines de lucro. Se dedica a la conservación, investigación y difusión de la colección de arte e historia de Fundación Carlos Slim.

- Centro de Estudios de Historia de México Carso. Institución cultural mexicana creada en 1965 que se dedica la rescate, conservación y difusión de documentos y libros de la historia.

### Deporte
- Apoyo a atletas de alto rendimiento y jóvenes que viven en contextos de vulnerabilidad social.[6]

### Justicia social
- Apoyo legal y pago de fianzas a personas de escasos recursos que hayan cometido delitos menores estudiados junto con el “Sistema Nacional para el Desarrollo Integral de la Familia (DIF) para seleccionar a los delincuentes beneficiados y pagar las fianzas.

- También se apoya en la Fundación Mexicana de Reintegración Social para trabajar con la familia en la reincorporación del implicado a su vida normal.”[7]

### Desarrollo humano
- Asociación de Superación por México.

### Migración
- Acceso Latino, pone al alcance de la comunidad latina herramientas de acceso gratuito que apoyan el desarrollo en tres áreas como educación, capacitación para el empleo y trámites legales.[8]

### Ayuda humanitaria
- Apoyo en desastres naturales y red de voluntarios.

### Seguridad vial
- Programa de cultura vial desarrollado junto con la Cruz Roja Mexicana, Secretaría de Salud, Federación Nacional del Automóvil y Escudería Telmex.

### Conservación del Ambiente
- Alianza con WWF.

- Junto con la Fundación Bill y Melinda Gates apoyan con 100 millones de dólares al organismo no gubernamental GPEI[9] (Global Polio Erradication Initiative) para lograr la erradicación de la Polio, que se estima podrá ser en 2018.[10]
- Promueve la salud, educación y desarrollo en México, al apoyar a comunidades en desarrollo y afectadas por desastre naturales. Cuenta con un programa de becas para los hijos de trabajadores de Grupo Carso.[11]